# Andrea Morgenthaler
Andrea Morgenthaler (* 20. August 1957 in Achern) ist eine deutsche Regisseurin und Drehbuchautorin.

## Leben
Andrea Morgenthaler wuchs im Ausland auf. Sie besuchte Schulen in São Paulo und Wien. 1976 machte sie in Hannover ihr Abitur. Anschließend studierte sie bis 1980 Psychologie, Philosophie und Pädagogik an der Universität Wien, wo sie 1982 in Psychologie promoviert wurde. Danach absolvierte sie ein Volontariat beim Südwestfunk Baden-Baden. Von 1985 bis 1988 war sie freie Mitarbeiterin beim SWF und erbrachte dort Beiträge für das Landes- und Kulturprogramm. Seit 1990 arbeitet sie als freie Autorin und Regisseurin.
Morgenthaler führte in zahlreichen TV-Produktionen für SWF, ARD und Bayerischen Rundfunk Regie. Mit ihrer Dokumentation Roger Bornemann – Tod eines Skinhead gewann sie 1989 den Nachwuchspreis der deutschen Filmkritik und mit Die Reise der Kinder von La Guette 1991 den Adolf-Grimme-Preis mit Bronze.
Im Auftrag von SWR und WDR drehte sie eine dreiteilige Dokumentation über Joseph Goebbels, die im Oktober 2004 im Ersten lief. Für diese Arbeit wurde sie im Jahr darauf mit dem Bayerischen Fernsehpreis ausgezeichnet. Die Jury begründete diese Entscheidung damit, dass Andrea Morgenthaler „präzise und spannungsreich die Hintergründe“ analysiert und eine „große journalistische und filmische Leistung“ erbracht habe.
2010 schrieb sie für den Kino-Dokumentarfilm Rest in Peace das Drehbuch und führte Regie.

## Filmografie
- 1988: Nachtfahrt
- 1988: Es ist einfach nur Haß
- 1988: Petrikauerstraße Lodz
- 1989: Roger Bornemann – Tod eines Skinhead
- 1990: Die Reise der Kinder von la Guette
- 1992: Wiedergefundene Gesichter
- 1993: .. und wieder ein Tag näher am Grab
- 1996: Wenzelsplatz Prag
- 1995: Christiane Hörbiger, ein Portrait
- 1997: Tatort Schule
- 1998: Legenden – Evita (Dokumentarreihe)
- 1999: Legenden – Aristoteles Onassis
- 2000: Die Champs Elysées
- 2000: Familiengeschichten: Die Sarrasanis
- 2001: Legenden – Che Guevara
- 2002: 360° Geo Reportage: Heiratsmarkt Marokko
- 2003: Lebenslinien – Ein Hof, ein Chef und seine Schützlinge (Dokumentarreihe)
- 2004: Joseph Goebbels
- 2005: Mit den Augen der Frauen: Freiheit ist das Wichtigste
- 2006: Lebenslinien: Warum Frau Thuy meditiert
- 2007: Erben: Christina Onassis
- 2007: Lebenslinien – Das verkaufte Kind
- 2008: Lebenslinien – Die lange Reise des Jin Tao
- 2009: Lebenslinien – Geblieben ist die Sehnsucht
- 2010: Lebenslinien – Wie eine tickende Zeitbombe
- 2010: Rest in Peace
- 2011: Joana und die Mächte der Finsternis
- 2012: Nationale Träume – Ungarns Abschied von Europa?